# Ian Russell, XIII duca di Bedford
John Ian Russell, XIII duca di Bedford (24 maggio 1917 – Santa Fe, 25 ottobre 2002), è stato uno scrittore inglese.

## Biografia

### I primi anni
Russell era figlio di Hastings Russell, XII duca di Bedford. Durante tutta la sua infanzia e la sua giovinezza, ebbe sempre rapporti piuttosto tesi col nonno e soprattutto col padre col quale ebbe spesso dei diverbi circa la fortuna dei duchi di Bedford.
Il XIII duca divenne noto col nome di Ian e col titolo di cortesia di Lord Howland. Nel 1940 suo padre succedette al ducato e Lord Howland acquisì il titolo di cortesia di Marchese di Tavistock.

### La carriera
Russell iniziò a lavorare nel 1938 come locazionista a Stepney e dal 1939 entrò nelle Coldstream Guards, combattendo con esse nella Seconda guerra mondiale dal 1939 sino al 1940, lasciando l'esercito solo a seguito di una ferita che lo rese parzialmente invalido. Si dedicò quindi al giornalismo e divenne un reporter per il Daily Express già a partire dal 1940. Dedicatosi parallelamente alla carriera di scrittore, pubblicò diversi titoli tra cui:
- A Silver-Plated Spoon (1959)
- The Duke of Bedford's Book of Snobs (1965)
- The Flying Duchess (1968)
- How to Run a Stately Home (1971)

Dopo la morte di suo padre, John Russell fu il primo duca di Bedford ad aprire Woburn Abbey al pubblico, una mossa che lo alienò da molti dei suoi pari.
Venne citato nella International Best Dressed List Hall of Fame del 1985 da Vanity Fair.
Bedford morì a Santa Fe, nel Nuovo Messico, nel 2002.

## Matrimonio e figli
Bedford sposò Clare Gwendolen Bridgman (1903–1945) il 6 aprile 1939, la quale morì nel 1945 per un'overdose di barbiturici. La coppia aveva avuto due figli:
- Henry Robin Ian Russell, XIV duca di Bedford (1940–2003)
- Lord Rudolf Russell (n. 7 marzo 1944)

Il 13 febbraio 1947, Lord Tavistock si risposò con Lydia Lyle (17 ottobre 1917 – 25 luglio 2006), figlia di John Yarde-Buller, III barone Churston e di Denise Orme, già vedova del capitano Ian Archibald de Hoghton Lyle (1909–1942), erede dei Baronetti Lyle; la donna aveva già due figli dal primo matrimonio, ma col nuovo marito ebbe un figlio, prima di divorziare nel 1960:
- Lord Francis Hastings Russell (n. 27 febbraio 1950)

Bedford si risposò in terze nozze con Nicole Schneider (29 giugno 1920 – 7 settembre 2012) il 4 settembre 1960. La coppia non ebbe figli, e dal 1974 si trasferì definitivamente a Monaco in una sorta di "esilio fiscale".

## Ascendenza
|                                          |                 |                               | Genitori                                        |  |  | Nonni |  |  | Bisnonni                            |  |  | Trisnonni           |  |
|                                          |                 |                               |                                                 |  |  |       |  |  | Francis Russell, IX duca di Bedford |  |  | lord George Russell |  |
|                                          |                 |                               |                                                 |  |  |       |  |  | Francis Russell, IX duca di Bedford |  |  | lord George Russell |  |
|                                          |                 | Elizabeth Anne Rawdon         |                                                 |  |  |       |  |  | Francis Russell, IX duca di Bedford |  |  |                     |  |
| Herbrand Russell, XI duca di Bedford     |                 |                               |                                                 |  |  |       |  |  | Francis Russell, IX duca di Bedford |  |  |                     |  |
|                                          |                 | lady Elizabeth Sackville-West | George West, V conte De La Warr                 |  |  |       |  |  |                                     |  |  |                     |  |
|                                          |                 | lady Elizabeth Sackville-West | George West, V conte De La Warr                 |  |  |       |  |  |                                     |  |  |                     |  |
|                                          |                 | lady Elizabeth Sackville-West | lady Elizabeth Sackville, I baronessa Buckhurst |  |  |       |  |  |                                     |  |  |                     |  |
| Hastings Russell, XII duca di Bedford    |                 | lady Elizabeth Sackville-West |                                                 |  |  |       |  |  |                                     |  |  |                     |  |
|                                          |                 | ven. Walter Harry Tribe       | John Tribe                                      |  |  |       |  |  |                                     |  |  |                     |  |
|                                          |                 | ven. Walter Harry Tribe       | John Tribe                                      |  |  |       |  |  |                                     |  |  |                     |  |
|                                          |                 | ven. Walter Harry Tribe       | Harriet Hews                                    |  |  |       |  |  |                                     |  |  |                     |  |
| Mary du Caurroy Tribe                    |                 | ven. Walter Harry Tribe       |                                                 |  |  |       |  |  |                                     |  |  |                     |  |
|                                          |                 | Sophie Lander                 | Charles Lander                                  |  |  |       |  |  |                                     |  |  |                     |  |
|                                          |                 | Sophie Lander                 | Charles Lander                                  |  |  |       |  |  |                                     |  |  |                     |  |
|                                          |                 | Sophie Lander                 | …                                               |  |  |       |  |  |                                     |  |  |                     |  |
| Ian Russell, XIII duca di Bedford        |                 | Sophie Lander                 |                                                 |  |  |       |  |  |                                     |  |  |                     |  |
|                                          | Edward Whitwell | Isaac Whitwell                |                                                 |  |  |       |  |  |                                     |  |  |                     |  |
|                                          | Edward Whitwell | Isaac Whitwell                |                                                 |  |  |       |  |  |                                     |  |  |                     |  |
|                                          | Edward Whitwell | Hannah Maria Fisher           |                                                 |  |  |       |  |  |                                     |  |  |                     |  |
| Robert Jowitt Whitwell                   | Edward Whitwell |                               |                                                 |  |  |       |  |  |                                     |  |  |                     |  |
|                                          |                 | Mary Ann Jowitt               | Robert Jowitt                                   |  |  |       |  |  |                                     |  |  |                     |  |
|                                          |                 | Mary Ann Jowitt               | Robert Jowitt                                   |  |  |       |  |  |                                     |  |  |                     |  |
|                                          |                 | Mary Ann Jowitt               | Rachel Crewdson                                 |  |  |       |  |  |                                     |  |  |                     |  |
| Louisa Crommelin Roberta Jowitt Whitwell |                 | Mary Ann Jowitt               |                                                 |  |  |       |  |  |                                     |  |  |                     |  |
|                                          |                 | Colin Brown                   | …                                               |  |  |       |  |  |                                     |  |  |                     |  |
|                                          |                 | Colin Brown                   | …                                               |  |  |       |  |  |                                     |  |  |                     |  |
|                                          |                 | Colin Brown                   | …                                               |  |  |       |  |  |                                     |  |  |                     |  |
| Louisa Crommelin Brown                   |                 | Colin Brown                   |                                                 |  |  |       |  |  |                                     |  |  |                     |  |
|                                          |                 | Margaret Graham               | …                                               |  |  |       |  |  |                                     |  |  |                     |  |
|                                          |                 | Margaret Graham               | …                                               |  |  |       |  |  |                                     |  |  |                     |  |
|                                          |                 | Margaret Graham               | …                                               |  |  |       |  |  |                                     |  |  |                     |  |
|                                          |                 | Margaret Graham               |                                                 |  |  |       |  |  |                                     |  |  |                     |  |